# متصورة بيضية
متصورة بيضية (الاسم العلمي:Plasmodium ovale) هي نوع من الأسناخ الصبغية تتبع جنس المتصورة من فصيلة المتصورات.